# الخط الأبيض (فلم)
فيلم الخط الأبيض هو فيلم «منوعات» أبيض وأسود، احتوى على القصة البسيطة والأغنية، ومزج بين عدد من التقنيات المختلفة مثل التصوير السينمائي والرسوم المتحركة، نفذت بعض تقنيات هذا الفيلم لأول مرة في تاريخ السينما المصرية. الفيلم من بطولة نيللي وماهر العطار، إخراج علي مهيب. أنتجه التلفزيون المصري عام 1963 ومدّة عرضه 22 دقيقة.

## قصة الفيلم
يبدأ الفيلم حين يضع الفنان خط أبيض صغير أمام عدسة كاميرا تصوير الرسوم المتحركة، بعدها يتحول الخط لمجموعة خطوط ليكون عدد من المساحات يظهر بداخلها قصة الفيلم، وهي قصة بسيطه تستعرض أحلام شاب وفتاة في لقاء عفيف يجمعهما، ومن خلال كلمات الأغنية الأولى في الفيلم تستعرض الكاميرا أماكن القاهرة الجميلة في أوائل الستينيات، حدائق ميدان التحرير والحدائق العامة، مراكب كورنيش النيل وخلفها مبنى التليفزيون بماسبيرو، النوادى الرياضية ومشاهدة الرياضيين الأبطال، إستاد القاهرة واحتفالات أعياد زهور الربيع، برج القاهرة بالجزيرة، الأوبرا والفنون المصرية.
وفي الأغنية الثانية نشاهد حوار غنائي بين بطلة الفيلم وبين طيور الحديقة، فقد تأخر الشاب عن موعده لانه يقوم بشراء هدية للفتاة، أما الأغنية الثالثة فقد كانت حوار بين بظلة الفيلم ونفسها، وتظهر البطلة في ثلاث شخصيات مختلفة.. ترمز الشخصية الأولى إلى (القلب) ويعلن رغبته في لقاء الشاب، وترمز الشخصية الثانية إلى (العقل)الذي يستمع للشخصية الثالثة وترمز إلى أفكار (المجتمع الشرقي والأسرة والتقاليد)، وينتصر في النهاية عقل الفتاة وتقرر انها لن تذهب للقاء، إذ على الشاب أن يأتي أولا إلى منزل أسرتها لخطبتها. بعد استعراض أسماء العاملين بالفيلم تتحول الخطوط في النهاية إلى خط أبيض واحد، يلتقطه الفنان الذي ظهر في أول الفيلم بين أصابعه معلنا نهاية الفيلم.
احتوى الفيلم على كثير من اللقطات التشكيلية التي عبرت عن مختلف الحالات الوجدانية للفتاة بين (الفرح والدموع). كذلك احتوى على كثير من اللقطات التي سجلت شكل القاهرة بعد ثورة 26 يوليو 1952.
((الصورة الخامسة من أعلى، هي لقطه من أغنية «حلوه يا حلوه» من فيلم «الخط الأبيض» تجمع بين الفنانة «نيللي» وبين المطرب والممثل «ماهر العطار». كتب نص الأغنية الفنان «فهمي عبد الحميد»، لحنها الموسيقار «سيد مكاوى»، ووزعها المايسترو «عبد العظيم عبد الحليم».))

## تعليق مخرج الفيلم
يقول الفنان «علي مهيب» أنه جرت العادة على أن يكتسب المخرج السينمائي خبرته من أحد مصدرين: إما من خلال تدرجه بالعمل كمساعد مخرج ثالث ثم مساعد ثاني، ثم مساعد مخرج أول، حتى يستطيع أن يتولى القيام بإخراج أعماله السينمائية بعد ذلك - مثلما حدث مع المخرج الكبير «حسن الإمام» والمخرج الكبير «عاطف سالم» -، وإما أن يكون قد تفرغ للدراسة النظرية والعملية بإحدى أكاديميات السينما في مصر أو خارجها (مثل الرائد السينمائي المصري «محمد كريم (مخرج)»، والمخرج الكبير «نيازي مصطفى» الذي درس السينما والإخراج السينمائي في «ألمانيا» قبل ممارسة عمله كمخرج بالسينما المصرية.
أما الفنان «علي مهيب» فقد جاء من مصدر آخر مختلف، جاء من أسرة «كلية الفنون الجميلة» بالقاهرة ودراسة الرسم والحفر، مع بعض من الخبرة السينمائية «الميدانية» وأغلب هذا الرصيد يتعامل ويفكر بلغة تحريك الرسوم المتحركة أو ال «كادر كادر».
القاعدة في التصميم - كما تشير دراسات الفنون التشكيلية - أن الفنان ينبغى أن يتعرف على إمكانيات التنفيذ (الخامة) وأنه يتحتم عليه أن يقبلها بمواصفاتها التي تقدمها إليه، وأن يتعامل معها بما تيسره له خواصها كيفما كانت، من حيث الكتلة أو اللون أو الصلابة، وعلى الفنان أن يطوع أفكاره بما يتلاءم ولا يتناقض مع طبيعة أو خواص الخامة التي يصنع منها عمله الفنى، وفي السينما، فإن على المخرج أن يعى وسيلة التنفيذ والتقنيات حتى يقترب ما يظهر على الشاشة مما كان يجول في خاطره.
ما حدث في إخراج فيلم «الخط الأبيض» كان العكس تماما، قبالرغم من بساطة فكرة الفيلم، إلا أنه كان معقد تشكيلياً وتقنياً. فلقد وضع «علي مهيب» أفكار الفيلم بجرأة شديدة، وخيال طموح، وإصرار على التنفيذ بغير تنازلات. ذلك مع جهل شبه كامل بإمكانيات وتقنيات السينما المصرية (في بداية الستينيات) التي يتم الإنتاج من خلالها.. سواء الأجهزة، أو الفنيون الذين يتعاملون مع هذه الأجهزة.
من هنا ظهرت للمخرج المشاكل التقنية التي كادت أن تسد عليه الطريق، لتَحول دون تحقيق أفكاره الجامحة، أو على الأقل تدفعه للتنازل عن بعض من هذه الأفكاره الطموحة، فيخرج العمل إلى الوجود ضعيفا هزيلا مجرداً من أي تميز يبرر تنفيذه أو القيام بإخراجه. تلك الأفكار الجديدة (ذلك الوقت)، جعلت اللغة السينمائية المشتركة بين المخرج «علي مهيب» والفنيين والممثلين الذين يتعاملون معه شبه «مفقودة». مما جعله في كثير من الأحيان يلجأ إلى رسم المشاهد في مراحلها المختلفة ليشرح وجه نظره. كذلك لجأ في أغلب الأحيان إلى الوقوف خلف الكاميرا وتحريكها بنفسه حتى يتأكد أن عدسة الكاميرا تلتقط الصورة التي يريدها ان تظهر على الشاشة. إن افتقاد اللغة السينمائية المشتركة بين العاملين في مجال الفيلم السينمائي لهو أمر بالغ الصعوبة، خاصة مع إصرار المخرج على بلوغ أهداف محددة، فيصبح مثله مثل «الأبكم» المطالب بالخطابة والنداء بأعلى صوته ليصل إلى مسامع الجميع.
اعترض المتخصصين – في جميع مراحل الإنتاج - على إمكانية تنفيذ الأفكار التي يصر المخرج على تنفيذها، سواء في المعامل أو العرض الخلفى " BACK PROJECTION " أو التصوير الداخلي في «البلاتوه» أو التصوير الخارجي، أو التسجيلات الصوتية وال "PLAY BACK". حتى «المنتج المنفذ» ذاته لم يعترف بأي جملة كتبت في السيناريو سواء كانت مرئية أو مسموعة، وذلك لتعارضها مع خبرته السابقة في الدراما.
إزاء كل الاعتراضات والمعوقات في سبيل تنفيذ لقطات فيلم «الخط الأبيض» كان لابد من وضع حلول تقنية غير تقليدية، ووجد الفنيون أنفسهم أمام محاولات جديدة يقدمون عليها لأول مرة أحياناً (بغير معرفة)، وأحياناً أخرى ما بين الاستغراب لما يحدث، وما بين الانبهار بالنتائج الفورية التي تحققت على أيديهم لأول مرة في السينما المصرية.
لم تكن هناك إمكانية الشاشة الزرقاء «الكروما CHROMA KEY»، أو إمكانية فصل الألوان لعزل الممثل عن خلفيته، أو تغيير لخلفية الممثلين وفقا لرغبة المخرج في سهولة وفي لحظات مثلما يحدث الآن، ودون أن تتأثر جودة الفيلم تأثيراً ملحوظاً.

## استخدام العرض الخلفي
للتحكم في إضاءة الممثلين وعلاقتها بإضاءة الخلفية الخارجي، جرت العادة في السينما المصرية على استخدام العرض الخلفي " BACK PROJECTION "، وذلك بعرض فيلم للطريق - مثلا - في خلفية الممثل داخل سيارته، فيوحي المنظر للمشاهد بأن الممثل يقود سيارته في طريق داخل المدينة دون أن يكون هناك أي علاقة «تزامنية» بين الممثل بسيارته وبين محتوى الشارع الذي يعرض خلفه. ولكن في فيلم «الخط الأبيض» استطاع الفنانان حسام مهيب وعلى مهيب أن يحققا تزامنا محكما في الحوار الغنائي الذي دار بين الفتاة «نيللى» في المقدمة، وبين الطيور على الشجرة (الحمامتين، والغراب، والبومة)، وبين القلب المرسوم على جذع الشجرة. تحقيق هذا التزامن (SYNCRONIZATION) المرئي المسموع قد فتح للسينما المصرية باباً لم يطرقه أحد المخرجين المصريين من قبل.
ظهرت في السينما المصرية - من قبل - لقطات تحمل أكثر من تعريض على نفس الشريط " SUPER IMPOSING " إلا أن هذه التعريضات لم تتجاوز تعريضين اثنين فقط، وكانت تنفذ داخل معمل تحميض وطبع الأفلام.
مع استخدام التقنية المتقدمة للكاميرا الأوكسبيرى " OXBERY " فقد استطاع «فيلم الخط الأبيض» أن يعيد التعريض على نفس الفيلم (6 مرات) وأحيانا (8 مرات) بحيث تظهر البطلة «نيللى» في حوار غنائي مع نفسها في (3) مواقف حوارية منفصلة، متزامنة، داخل إطار تشكيلى واحد، دون أن يؤثر أي تعريض على سلامة أو جودة التعريضات الأخرى.
كذلك اللقطات التي جمعت «البطلة» مع فتاها الفنان «ماهر العطار» في دعوة إلى رحلة خلوية احتوت على (5 تعريضات) منفصلة متزامنة على الفيلم ذاته مع إتقان محكم، يرجع إلى حسن توظيف الكاميرا. ولعل إخراج هذه الأغنية جاء بمثابة مقدمة لأغاني الفديو كليب "VIDEO CLIP " التي نشاهدها اليوم على القنوات المحلية والفضائية.
أما عن تداخل «التحريك المرسوم CHARACTER ANIMATION» داخل الصورة الحية فقد جرى المزج بين «المايسترو» الكارتونى، والراقصة «نوال الصغيرة» وهي تمتثل إلى تعليمات حركة عصاه. ينسب هذا المزج الدقيق والتزامن المحكم إلى الفنان حسام مهيب لتفهمه ودراسته لقدرات الكاميرا. كانت الصورة النهائية على الشاشة ثابتة مستقرة دون أي اهتزاز، وهو ما عانت منه السينما المصرية كثيرا من قبل. انتهى العمل في الفيلم ودخل المهرجان الدولي للتليفزيون بالإسكندرية، ونال الجائزة الأولى. بعد نجاح فيلم «الخط الأبيض» أصبح للأخوان «على وحسام مهيب» شهرة نجوم السينما المصرية.
ربما يلاحظ المتفرجون لفيلم «الخط الأبيض» الآن بعضا من بطء الإيقاع، ولكن في الحقيقة كان إيقاع الفيلم أسرع من إيقاع العصر وقتها، والذي يعتبر بطئ جداً إذا ما قيس بإيقاع الحياة في أيامنا هذه.
هكذا وضعت الفنانة «نيللي» أقدامها بثبات على أعتاب التليفزيون المصري، والتي أصبحت نجمته الاستعراضية الأولى بعد ذلك. فقد سلط فيلم المنوعات «الخط الأبيض» الضوء على قدرات «نيللي» التي بدت واضحةً حين استطاعت أن تؤدي أغنية تظهر فيها بثلاث شخصيات مختلفة وبنجاح تام.
لم يمر زمن طويل حتى يتاح للفنان «فهمي عبد الحميد» - تلميذ الفنانان حسام مهيب وعلى مهيب - الفرصة ليوظف الإمكانيات الأحدث في الفيديو مع نفس الفنانة «نيللي» في فوازير رمضان، وبنجاح كبير اعتلى قمته طوال عمره الفنى.
والفنان متعدد المواهب «فهمي عبد الحميد» مثله مثل كل الفنانين ودارسي الفن، لابد وأن يتأثروا بفنانين سابقين يحبون أعمالهم، ويجدون أنفسهم في عباءاتهم، ويتأثرون بهم تأثراً لا إرادياً.. تظهر آثاره أحياناً على الفنان نفسه، وأحيانا أخرى يظل دفينا في أنفسهم وأفكارهم، حتى تأتي اللحظة المناسبة والتعبير المناسب، فيظهر حب وتقدير وتأثر الفنان بأستاذه. فالذي يشاهد فوازير «فهمي عبد الحميد» وبطلته المختارة سوف يلاحظ مدى تأثر «فهمي عبد الحميد» بأستاذه «علي مهيب» ومَحَبّة تطغي على أي سيطرة، علماً بأنه لم يقلد أو يقتبس وإنما وضح تأثُره العميق بأستاذه بما تسمح له حدود الخَلق والإبداع، والأصالة في العمل الفني.